# Bitwa pod Tenochtitlán
 Bitwa pod Tenochtitlán – starcie zbrojne, które miało miejsce podczas podboju Meksyku przez Hiszpanów w 1521.

## Siły stron
Siły Hiszpanów i ich indiańskich sprzymierzeńców – Tlaxcalteków, były podzielone na trzy grupy. Pierwsza z nich, dowodzona przez Gonzalo de Sandovala, była złożona z 24 jeźdźców, 17 kuszników i arkebuzerów oraz 199 piechurów. Wspomagało ich 30 000 Indian. Druga grupa, którą komenderował Cristóbal de Olida, liczyła 33 jeźdźców, 18 kuszników i arkebuzerów oraz 160 piechurów, których zasiliło 20 000 Indian. Ostatnia, trzecia grupa była dowodzona przez Pedra de Alvarado. Składała się z 30 jeźdźców, 18 kuszników i arkebuzerów, 150 piechurów oraz 25 000 Tlaxcalteków. Cortes wziął na swoje barki zadanie koordynowania poczynań 3 ww. grup wojsk oraz osobiste dowództwo nad 13 barkentynami.
Po stronie azteckiej znajdowało się 300 000 mieszkańców miasta Tenochtitlán. Mieli oni także do dyspozycji 500 łodzi operujących na jeziorze Texcoco, z których mogli nękać przekraczających groble napastników.

## Bitwa
Aztekowie przygotowując się do obrony, zbudowali barykady na trzech tamach, łączących miasto z lądem stałym. Te właśnie tamy zamierzali zaatakować Hiszpanie. Po wybudowaniu barykad, Aztekowie uczynili w nich wyłomy, w które wtargnęli Hiszpanie. Była to jednak pułapka Azteków, którzy okrążyli przeciwnika. Dzięki tej taktyce, Aztekowie byli blisko zabicia Cortesa, który tylko dzięki odwadze Christobala de Olei uniknął śmierci. Zdarzenie to miało miejsce w dniu 30 czerwca.
Pomimo pogarszającej się sytuacji zaopatrzeniowej, Aztekowie bronili się ofiarnie. Najtrudniejsze były dla Hiszpanów walki uliczne i o każdy budynek. Upadek miasta był jednak już tylko kwestią czasu. Dnia 13 sierpnia 1521 r. Hiszpanie i ich sprzymierzeńcy Tlaxcaltekowie, wdarli się do dzielnicy Tlatelolco, która kilkadziesiąt lat wcześniej była jeszcze samodzielnym miastem. Tutaj znajdował się ostatni punkt oporu Azteków. Po pokonaniu Indian, miasto przez cztery dni plądrowano, a tysiące jego mieszkańców zabito.

## Konsekwencje
Upadek stolicy imperium Azteków był początkiem końca ich cywilizacji. Podzieliła ona losy innych państw mezoamerykańskich. Samo Tenochtitlán zrównano z ziemią a na jego miejscu Hiszpanie założyli nowe miasto – Meksyk. W związku z tym stopniowo osuszono jezioro Texcoco. Meksyk niebawem został stolicą nowo powstałego Wicekrólestwa Nowej Hiszpanii. W miejsce świątyń i pałaców pojawiły się katolickie kościoły i rezydencje arystokracji (centrum nowego miasta). Tak, jak zdziesiątkowano ludność Tenochtitlán, tak samo sukcesywnie ginęła ludność dawnego imperium. Niszczyły ich choroby przywleczone przez Hiszpanów, fale głodu czy praca w kopalniach ponad siły.